# Afroedura langi
Afroedura langi là một loài thằn lằn trong họ Gekkonidae. Loài này được Fitzsimons mô tả khoa học đầu tiên năm 1930.